# 录像带格式战

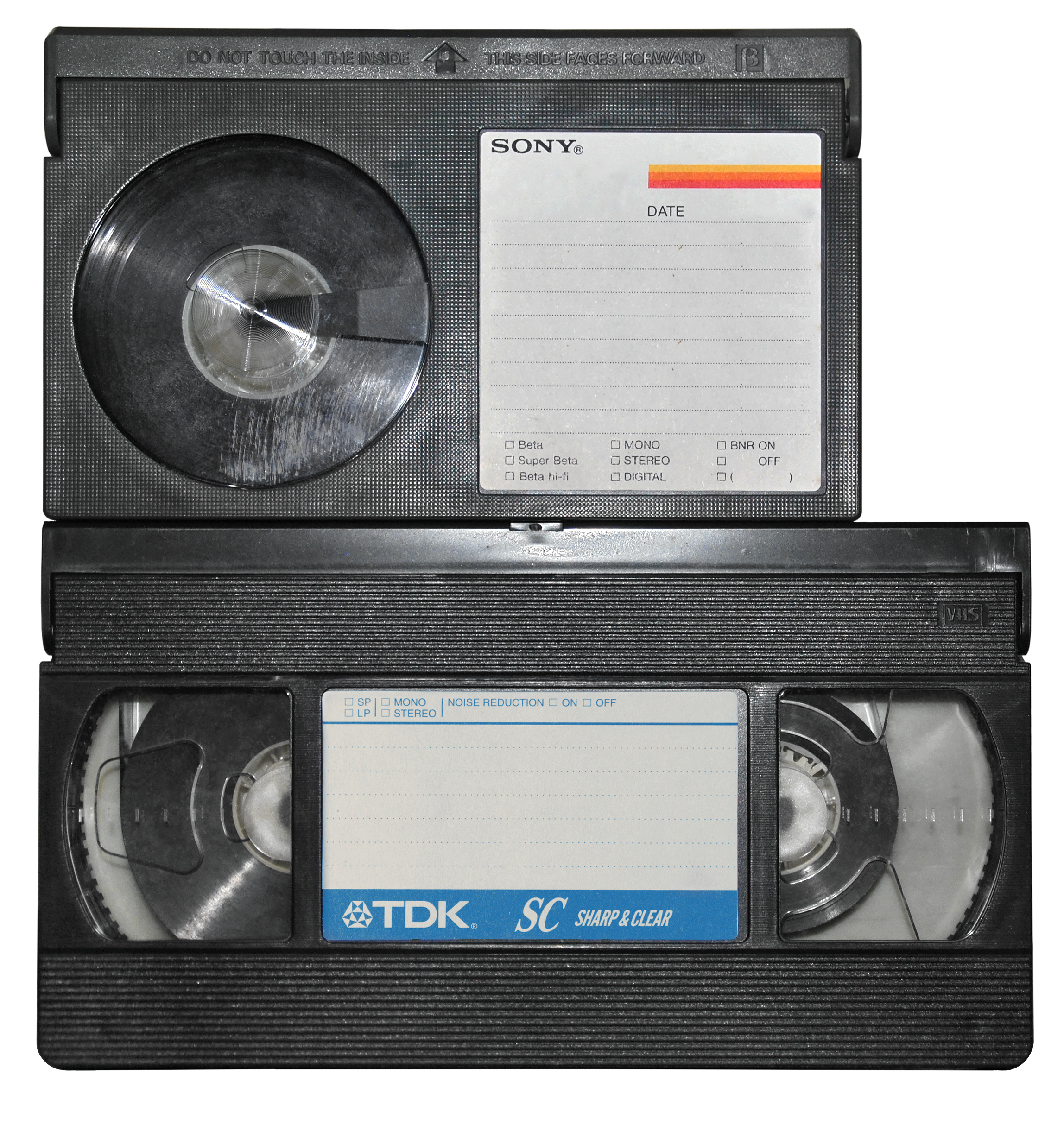
一卷Betamax录像带（上方）及一卷VHS录像带。

录像带格式战指的是在1970年代末期至1980年代发生之数种不兼容的录像机格式的競争。它被认为是市场销售競争的经典案例。

## 综观
家用录像机最早于1970年代初期问世—1972年由飞利浦推出。而第一个在市场上获得成功的则是索尼于1975年推出的Betamax格式。随后出现的格式则有JVC的VHS (Video Home System)格式及飞利浦的Video 2000。不久后Betamax与VHS的格式战开始，而其他競争对手如三洋的V-Cord及Quasar的"Great Time Machine"迅即消失了。
索尼曾在1974年向其他电器制造商展示了叫做"Beta"的录像机原型，并期望他们会一同接受这个格式。但JVC决定推展自己开发的格式（尽管Sony对于日本经济产业省有其吸引力），而格式战就此产生。

## 競争技术
在James Lardner于1987年的书Fast Forward: Hollywood, the Japanese, and the Onslaught of the VCR中提到，Sony与松下的主管曾于1974年末至1975年初会面以讨论即将产生的家用录像市场。他们曾在过去的“U”格式上合作，最后由Sony推出U-Matic。Sony摊牌并向松下展示Betamax的原型，希望松下的工程师评估。Sony此时对于JVC的成果缺乏了解。稍后，松下在一个JVC管理层亦出面了的会谈上向Sony展示了VHS的原型，并建议他们“为了整个工业着想”趁早加入VHS阵营。而当时Sony管理层认为他们即将准备好量产，并对松下的举动感到被占便宜。格式战的导火线因此而起。

### 美国市场
第一个競争的项目是录制时长。最早的NTSC系统Betamax可录制一个小时，这与先前的U-matic格式一样，而对于电视业界已经足够。JVC的VHS则可录制2小时。RCA则希望有一种系统可以提供4小时录制。这使得录制长度成为第一个競争点。
RCA一开始（约在1974年时）曾经计划开发一种叫做“SelectaVision MagTape”的家用录像格式，但在听闻Sony的Betamax格式的传言之后取消了这个计划，并考虑让Sony做为RCA牌录像机的OEM制造厂。RCA曾与Sony讨论过，但RCA觉得录制时长实在太短了，并坚持他们需要至少4小时的录制时长（据闻这是因为一场电视转播的美式足球赛平均时长是4小时）。Sony的工程师知道制作适合的视频磁头的技术仍未到位，而减慢影带速度与视频轨的宽度是可行的，但是这会使画质严重减低，而SONY的工程师觉得这个牺牲并不值得。
不久之后，RCA与创造VHS（代表“视频螺旋扫描(Video Helical Scan”），后改为“家用视频系统（Video Home System）”）的JVC公司的领导会谈。但JVC亦拒绝在画质上妥协以提供4小时录制模式。讽刺的是，他们的母公司－松下－稍后与RCA会谈并同意制造可提供4小时录制模式的机器。这使得JVC相当愤怒。（JVC从未制作可提供4小时“LP”模式的机器。后来他们提供了6小时录制模式，并声称因视频磁头与电路的改进，它的表现比早期的4小时机种更好。）
RCA以“4小时，999美元”的削价手段企图进行价格战及录制长度战。Betamax最终可在L-830超薄磁带上以Beta-III录制模式达到5小时的录制时长（另有较罕见的L-1000可以达到6小时），而VHS则能在T-210上以SLP/EP模式达到10个半小时的时长。较慢的带速亦导致画质的下降，但消费者似乎不太在意。从消费者观点来看，买一卷可录10小时的VHS录像带较买两卷5小时的Betamax录像带便宜。

### 画质
当Betamax于1975年首次在日本及美国上市时，其Beta-I模式可提供略高（250水平扫描线，相较于VHS的240线）的水平分辨率、较低的噪讯及较少的luma/chroma 漏活，并宣称其画质高于VHS。然而Beta-II模式为了与VHS的2小时标准模式競争而将水平分辨率降至240线。VHS HQ则将水平扫描线提升至250线，使Betamax及VHS可提供接近相同的luma及chroma分辨率（~30线），而画质表现亦受录像带状态、质量及录像机的机型影响。而对于大多数用户而言这些差异在一般电视上不明显或可以忽略。
另一项改进则是1985年推出的SuperBeta（日本国内称作High Band Beta）。SuperBeta可提升20%水平分辨率至290线，部份机构改变以减低噪讯，但此时Betamax在美国及欧洲市场仅剩不到10%的市占率。

### 音质
某些VHS机有线性双声道及Dolby B降噪。Sony则提供立体双声道（Beta hifi），以视频磁头录制音频使其有较佳的频率反应及动态范围。Sony音质可以提升，并将Beta hifi视为提升Beta销量的手段。Sony认为VHS无法提供此项功能，但短时间内各家VHS OEM厂商即开始展示不互相兼容的VHS HiFi系统。在一年之内，JVC即开始销售VHS HiFi了。

### 欧洲市场
对于PAL系统，录制时长的影响较小。L-830 Betamax磁带可录3小时又35分钟，而VHS最长则是4小时。对于欧洲市场较重要的影响因素是价格。由于VHS已在美国占领70%的市场，较多厂商的支持亦使VHS机可压低价格。
在1980年代中、末期，两种格式皆推展至Super Betamax及Super VHS。Super Betamax可提供290线水平分辨率，使其可提供接近电视广播的画质。Super VHS则提供了420线水平扫描线（以数码术语表示则是560像素），其已超越广播电视画质，并与镭射影碟的画质相同。然而Super VHS的价格较为昂贵，因此市占不高。

## 市场占有率
当家用录像机开始于英国普及时，最主要的问题即是可得性及价格。VHS机可在高街出租连锁店如Radio Rentals及DER (大部份为Ferguson Electronics拥有，而该公司一部份受JVC管理)买到，而Beta则被视为是追求质量并有能力负擔的人的选择。到了1980年，估计约有十万户以上拥有家用录像机，而其中70%是租的。三种录像格式（含Video 2000）的同时存在使得租赁成为较吸引用户的选择，因为花较少的钱（约今日的2000或3900英磅）在将来可能被放弃的格式上是较好的选择。而当Betamax机较易租借时，VHS已占据了70%的市场。
在1980年代的欧洲大陆有第三种选择－由飞利浦与Grundig共同推出的Video 2000（V2000）格式（为了取代之前的VCR格式）。尽管它提供了不少之前仅在昂贵的广播电视录像机上才有的功能，但其过长的开发过程使其延迟了上市时间。除此之外，许多其特有的功能如动态寻轨为了节省成本只内置于最昂贵的机种，导致主流机种皆为画质调整问题所苦。另外，许多在Betamax及VHS上做为标准功能的项目（例如直接AV输入/输出端子）在V2000仅做为昂贵的可选附加功能。V2000亦被发现它比Betamax及VHS不可靠，也因此V2000从未获得足够的市占。V2000在1985年停产，成为格式战中第一个牺牲者。
最终结果是决定在其他更重要的因素如录制时长。虽然Betamax在一开始（1975年）即获得100%的市占率，录制时长使VHS有机可乘。至1981年，美国的Beta销售量下滑至25%。在影业亦弃Beta而去的情况下，使Beta的情况雪上加霜。在英国，Beta有25%市占率，但到了1986年下滑至7.5%并持续下滑。在日本，Betamax获得较多的成功并得以推出ED Beta－其可达到500+扫描线（同DVD画质），但最后Betamax及VHS皆被基于激光的技术取代。最后一台Sony的Betamax于2002年生产，而即使VHS仍可见于VHS/DVD一体机，最后一台JVC VHS机亦于2007年生产结束。

## Beta的没落
Beta的销量滑落使得VHS赢得格式战。这场格式战后来经常在商业及行销历史上被提及。Sony似乎误判了家用录像市场的情势。他们一开始认为1小时的录制时长是足够的（以U-matic的经验来看）。然而U-matic主要面向专业市场，而其用户群并不需要长于1小时的带子。而对于家庭用户而言，1小时不够录下黄金时段的节目或一场球赛。最后用户选择由RCA及松下提供的4小时录制机种。
而VHS固有的2小时播放时长使其在影业亦较有优势。这也连带带动了影带租赁服务于70至80年代的繁荣。而"可以在家看好莱坞电影"亦是另一个吸引用户的因素，也是改变用户习惯的因素。
Sony未能察觉到用户的需求。Sony相信较好的画质是致胜关键，但情势很快明朗化－用户比较在意录制时长与内容交换。此外，Sony做为此一市场的领先者，认为Betamax自然会成为领导格式。这种路径依赖理论未被Sony成功运用，却让JVC乘虚而入。接下来的30年JVC以VHS、Super VHS及VHS-C、D-VHS等占据了家用录像市场并获得钜额收益。
当家用录像机首次问世时，市场状况一切未明。因此，Sony及JVC都在尝试开发未获证明的新技术。为了及早进入市场，两家公司皆试图减少研发时间并试着选出一些可利用的就有技术以节省开销并不需要多次试误。这也是为何市场上会有多于一种的格式，且两方皆试图改善其录制时长及品质。
1988年Sony开始销售VHS录像机。尽管Sony仍然继续支持Beta，该年被认为是Beta的没落－至少在欧洲及美国。在南美洲及日本部份地区Beta仍然经常被使用，并直至2002年才全面停产。而其专业型式－Betacam－则在影业、电视业界成为标准，直至最近才逐渐被替换为数字或高清格式。

## 其他的格式战
在录像带格式战后VHS支配市场直到DVD出现为止。主要的电器产业皆希望支持一种标准格式以存储预先录好的画面。DIVX曾试图競争但迅即失败。最近另一个格式战－高清光盘格式战亦常被人提到（但实际上两者有着本质上的不同且不应被相提并论）。